# آلا هوهانیسیان
آلا سورنی هوهانیسیان (ارمنی: Ալլա Սուրենի Հովհաննիսյան؛ انگلیسی: Alla Hovhannisyan؛ ۲۱ نوامبر ۱۹۴۷) یک بازیگر اهل ارمنستان است. وی از سال ۱۹۷۳ میلادی تاکنون مشغول فعالیت بوده است.

## زندگی‌نامه
وی در ۲۱ نوامبر ۱۹۴۷ در استپاناوان به دنیا آمد سورن هوهانیسیان پدر وی بود. وی از دانشگاه دولتی وانادزور (۱۹۷۵) فارغ‌التحصیل شد. وی از سال ۱۹۷۳ در تئاتر دراماتیک وانادزور فعالیت می‌کند. وی همچنین برندهٔ جوایزی همچون هنرمند افتخاری جمهوری ارمنستان (۲۰۰۵)، جایزه متاکسیا سیمونیان (۲۰۰۳)، جایزه «آرتیست» وزارت فرهنگ جمهوری ارمنستان  (۲۰۱۱) و جایزه طلای اتحادیه کارگردان تئاتر ارمنستان شده است.

## یادداشت
1. ↑  Մետաքսյա Սիմոնյանի անվան մրցանակ
2. ↑  ՀՀ մշակույթի նախարարության «Արտիստ» մրցանակ
3. ↑  ՀԹԳՄ ոսկե մեդալ